# Jaap en de bonenstaak

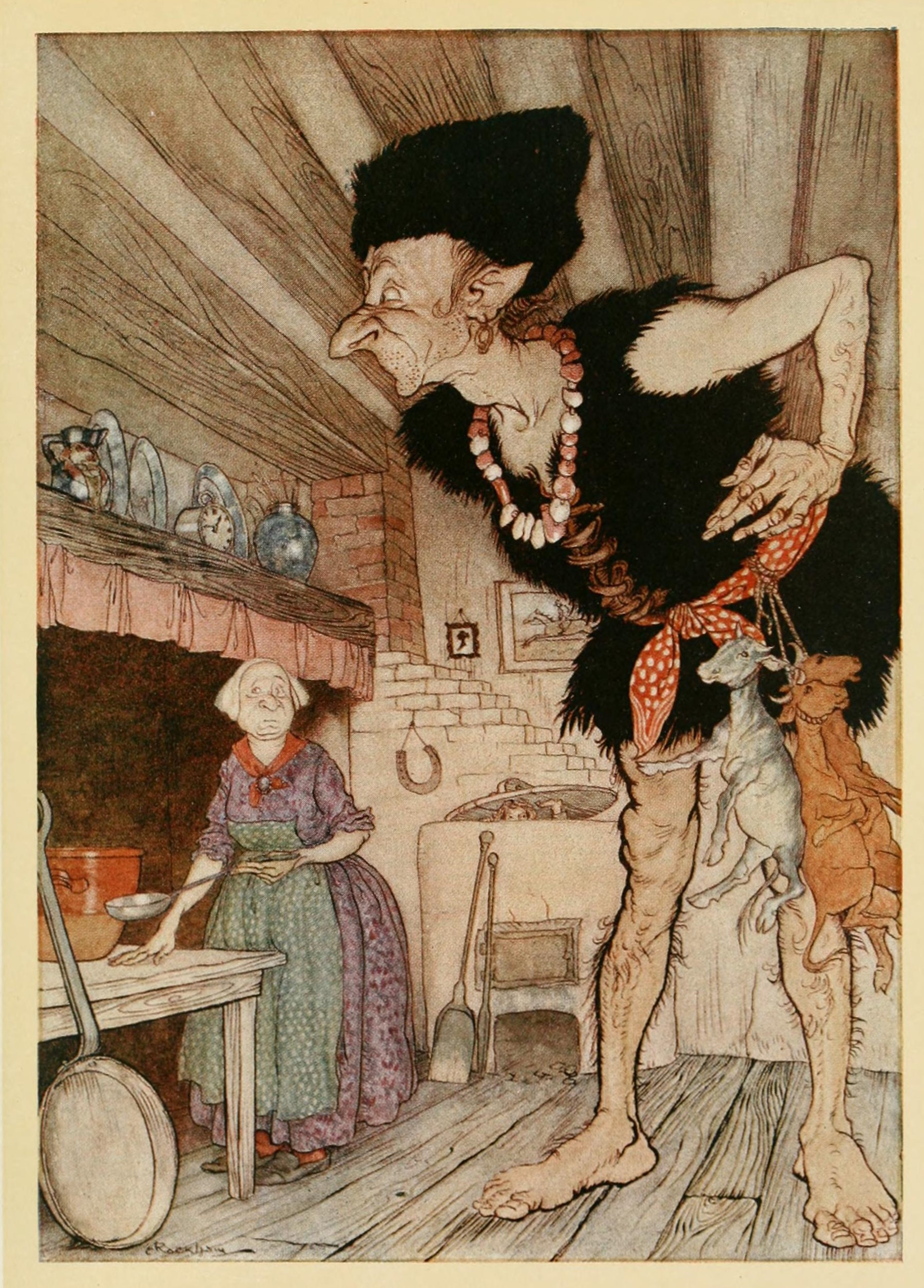
Illustratie door Arthur Rackham in English Fairy Tales door Flora Annie Steel, 1918

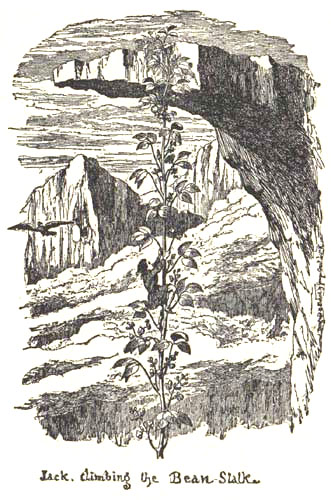
Jaak beklimt de bonenstaak.

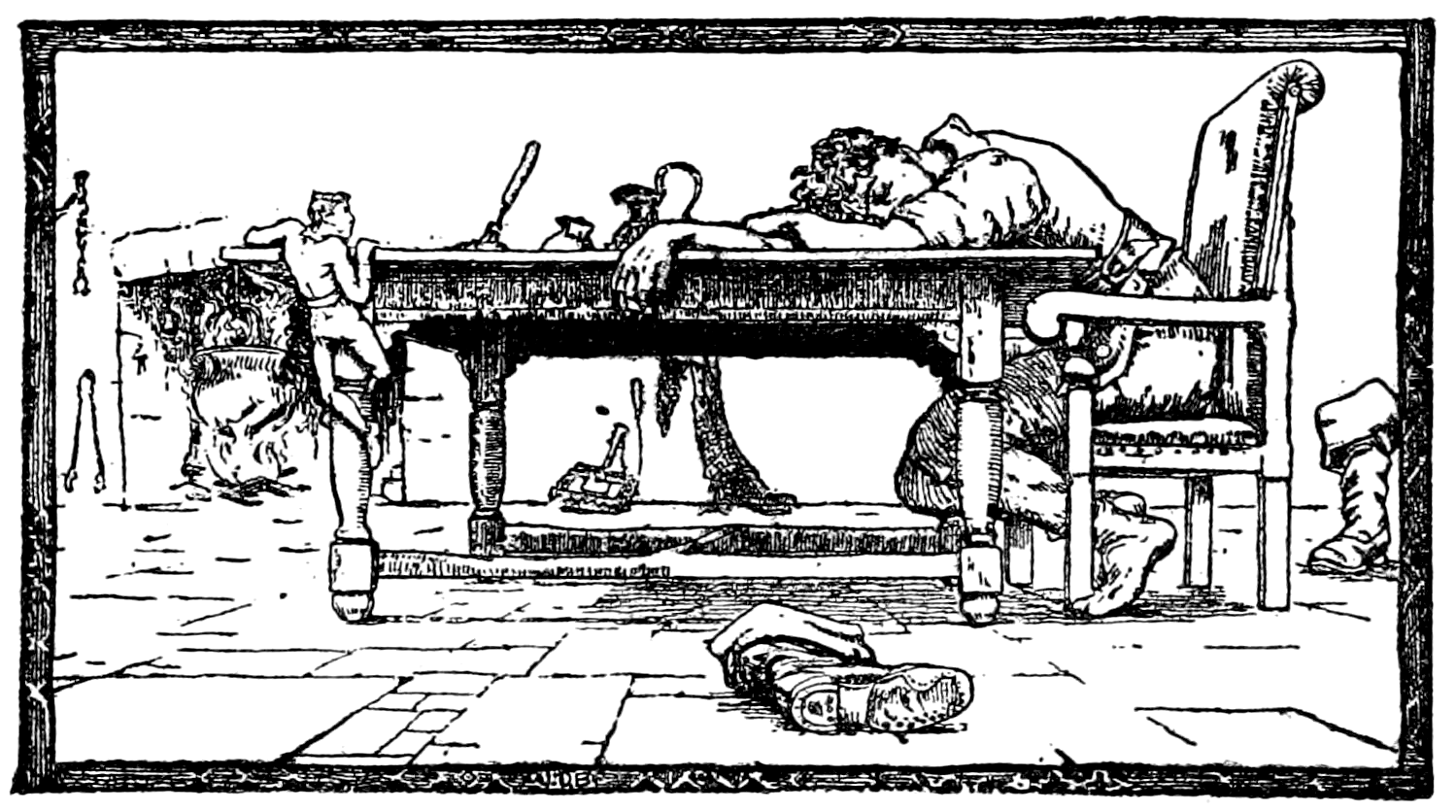
Afbeelding van Joseph Jacobs, 1892

Jaap en de bonenstaak is de Nederlandstalige titel van een sprookje van een onbekende auteur. In Nederland hanteert men de titel Jaap, Jacob, Sjaak of Sjakie en de bonenstaak, in België heet de hoofdpersoon veelal  Jaak. Het verhaal komt meer dan waarschijnlijk vanuit Engeland, waar het Jack and the beanstalk heet.

## Verhaal
Jaap is de zoon van een arme boerin. Op een dag verkoopt Jaap hun laatste koe in ruil voor het zaad van bonen. Zijn moeder is boos over de slechte ruil en werpt het zaad door het raam naar buiten.
De volgende dag staat er naast het huis ineens een bonenstaak die tot aan de hemel reikt. Jaap beklimt de staak en komt uit in een andere wereld waar een reus in een kasteel woont. Jaap ontmoet de vrouw van de reus. Volgens haar eet haar man kinderen, dus Jaap moet voor hem oppassen.
Zo zingt de reus:
Ting-tang-tongetje
Ik ruik een sappig jongetje!
Is hij levend, is hij dood,
Ik smeer hem vrolijk op mijn brood!
Jaap ontdekt dat de reus enorm veel gouden muntstukken heeft. Nadat hij er enkele heeft gestolen, keert hij terug naar huis. Zijn moeder is uiteraard blij, maar na een tijd is het geld op.
Jaap klimt nogmaals naar boven en steelt ditmaal een kip die gouden eieren legt. De financiële problemen zijn nu voorbij, maar de moeder is innerlijk nog ongelukkig. Vervolgens keert Jaap terug naar het kasteel en steelt ditmaal een magische harp waarvan de muziek iedereen blij maakt. Tijdens de afdaling slaat de harp alarm. De reus hoort dit en achtervolgt Jaap. Deze laatste is eerder beneden en hakt met een bijl de bonenstaak om. De reus valt te pletter en overlijdt op de grond.

## Geschiedenis
Er is weinig bekend over de oorsprong of de auteur van het sprookje. Waarschijnlijk ontstond het verhaal al voor het jaar 1700 en werd het lange tijd mondeling doorverteld van generatie op generatie.
Verhalen over bomen die tot aan de hemel groeien, bestaan al vanuit de middeleeuwen. In het IJslandse boek Proza-Edda, waarschijnlijk uit de 9e of 10e eeuw, is er al sprake van de boom Yggdrasil die groeit tot in de hemel. Ook in Aziatische literatuur spreekt men over Boeddha's bodhiboom die de hemel draagt.
Volgens het boek The Oxford Companion to Fairy Tales zijn er verschillende verhalen over Jack. Ook vond men in Engeland een publicatie uit 1708 met het verhaal "Jack and the giants" (Jack en de reuzen). In 1711 publiceerde een zekere J. White uit Newcastle "The history of Jack and the giants" (Het verhaal over Jaap en de reuzen). In 1734 verscheen een gelijkaardig verhaal: "Jack Spriggins and the enchanted bean" (Jack Spriggins en de betoverde boon).
Een andere versie is van 1807 en gepubliceerd door Benjamin Tabart, een uitgever in Londen. Tabart zei dat hij niet wist wie de schrijver was, maar beweerde wel het originele manuscript te bezitten, hoewel dat twijfelachtig is. Meer dan waarschijnlijk had hij wel een versie van het verhaal, maar niet de originele.

## Bewerkingen
- Roald Dahl maakte in zijn Gruwelijke rijmen (1982) een eigen, op rijm gezette versie van het verhaal.